# نادي بوري
نادي بوري (بالإنجليزية: Bury F.C.)‏ هو نادي كرة قدم إنجليزي يتمركز في مدينة بوري في مانشستر الكبرى في إنجلترا، ينافس حالياً في الدوري الإنجليزي الدرجة الأولى، ثالث أعلى قسم في إنجلترا، تأسس هذا النادي في سنة 1885، ونادي بوري هو من الأندية التي تمكنت من الفوز بلقب دوري الدرجة الأولى الإنجليزي في سنة 1894، كما تمكن مرتين من الفوز بلقب كأس الاتحاد الإنجليزي لكرة القدم في سنة 1900 و1903.

## وصلات خارجية
- الموقع الرسمي